# メロディオン
メロディオン（Melodion）は、鈴木楽器製作所が製造する鍵盤ハーモニカであり、「SUZUKI MELODION」等は同社の登録商標である（商標登録第3196350号 等）。日本国内はもとより、世界各国の初等教育で音楽教育に欠かせない楽器として多く愛用されている。
この商品名は、メロディー（melody）とアコーディオン（accordion）を合成した造語である。

## 誕生から普及まで
鈴木楽器製作所は、1953年に創業してからはハーモニカを専門に製造していた。1958年、小学校低学年の音楽でハーモニカの指導が文部省令で義務付けられるようになると、同社でも学校向けの15穴シングルハーモニカを生産し始めた。しかし、ハーモニカは児童が音を口で探しながら演奏しなければならないため、教師にとっては指導の面で大変な苦労を強いられた。その問題に直面したオーナーの鈴木萬司は、「すべての児童に、簡単でそして幅広く音楽を演奏できるための楽器を開発したい」と決意した。
1959年、萬司は「ホーナー・メロディカ」というドイツ製のリード楽器の存在を知り、「これを応用すれば日本の音楽教育の新時代を拓ける」とひらめいた。そして同年からメロディカの構造や原理を参考に、日本の児童の音楽教育にマッチするような改良や新機軸を加えて、1961年に、新しいタイプのリード楽器「スーパー34」を開発した。これこそが、「メロディオン」の祖先というべきものである。
しかし、市場に出た後もこの楽器が順風満帆というわけではなかった。発売後数年間は、全く新しい楽器で価格も高かったゆえ、楽器店からは相手にしてもらえず、会社の倉庫は連日の返品で陣取られていた。おまけに、本来手本としていたはずのホーナー社からも問題視され、そのための和解にも時間がかかった。
ホーナー社との和解後は、技術的な改良はもちろんのこと、萬司自らも学校へ売り込みに出かけ、メロディオンの音感教育での優位性や集合音の美しさをアピールしていった。加えて、文部省などに対してもメロディオンの採用を訴えた。その結果、1969年（昭和44年）に文部省の学習指導要領が改訂されることになり、「鍵盤ハーモニカ」という名称でメロディオンが音楽教材基準に位置付けられることとなった。
卓奏用パイプ（楽器を机上に置いて演奏するために使うジャバラ式マウスピース（唄口、吹き口））や、楽譜立て一体型のプラスチックケース（本体をケースに入れたままの使用で、開けたフタ部分が楽譜立てになる）は、メロディオンが世界に先駆けて取り入れたものである。現在では他のメーカーでも採用されている。

## 主な器種
鍵盤数が25〜27鍵は園児〜小学校低学年児童向け、32〜34鍵は小学校低〜高学年児童向けだが、幼稚園・保育園で32鍵を導入して使うところも多い。また、34〜37鍵のもの、及びソプラノ仕様は、学校･園の備品として使われている場合も多い。

型番の数字は鍵盤数を表す。

### 現在製造・発売されているもの
HAMMOND PRO-44H
アルトc〜g3。精細な音色が特長。プロミュージシャン向きで、ピックアップマイクを内蔵したエレアコモデル。
2008年〜。HAMMONDの名を冠した世界初の鍵盤ハーモニカ。
CM（コーラルマイカ）、BM（ブルーマイカ）、WM（ホワイトマイカ）はリミテッドカラーモデル。
HAMMOND PRO-44HP
アルトc〜g3。上記HAMMOND PRO-44Hとは対極で、力強さと哀愁を有する音色が特長。プロミュージシャン向きで、ピックアップマイクを内蔵したエレアコモデル。
2009年〜。販売当初はHAMMOND 44 HYPERと表記し、より高音域を強調したピックアップ・パンチングメタル製カバー・反射板の除去などによりバンド向け等に特化した音を目指した。
PRO-37V2
アルトf〜f3。2000年〜、メロディオンの最高峰モデル。プロミュージシャンも多く愛用。
2010年、メロディオン誕生50周年記念限定モデル3機種「PRO-37AS（カッパーブラウンマット仕上げ）」「PRO-37AR（シャイニングレッド）」「PRO-37AB（シャイニングブルー）」発売。
同年、グッドデザイン・ロングライフデザイン賞受賞。
M-37C
アルトf〜f3。1998年〜、音楽教育向けの最高峰モデルでショルダーストラップ付ナイロンソフトケース。
M-37C plus
アルトf〜c3。M-37Cに遊び心を加えた、本体が赤と青でケースが黄色。2015年〜。
M-32C
アルトf〜c3。1992年〜のロングセラーモデル。M-32のリニューアル版。
MXA-32G / MXA-32P
アルトf〜c3。MX-32Cのリニューアル版。G（グリーン）、P（ピンク）。2015年〜。
FA-32B / FA-32P
アルトf〜c3。F-32の後継版でセミハードケース入り。B（ブルー）、P（ピンク）。2015年〜。
MX-27
アルトg〜a2。1989年〜。外観はMX-32Cと同じだが鍵盤数が少ない。
MX-27s
アルトg〜a2。1998年〜。
HAMMOND SS S-27H
ソプラノf2〜g4。ピックアップマイク内蔵。S-32Cより7音高い音域までを搭載した27鍵。2014年〜。
S-32C
ソプラノf1〜c4。M-32Cのソプラノ仕様。鼓笛パレード等での使用が多い。
MX-27S
ソプラノf1〜g3。MX-27のソプラノ仕様。S-32Cと下限が同じ27鍵。
B-24C
バスF〜e1。
HAMMOND BB B-24H
バスF〜e1。ピックアップマイク2個内蔵。2009年〜。
andes 25F
2010年に復刻した、25鍵鍵盤リコーダー。f2～f4。長さの違う25本の笛が入っている。

### 以前製造・販売されていたもの

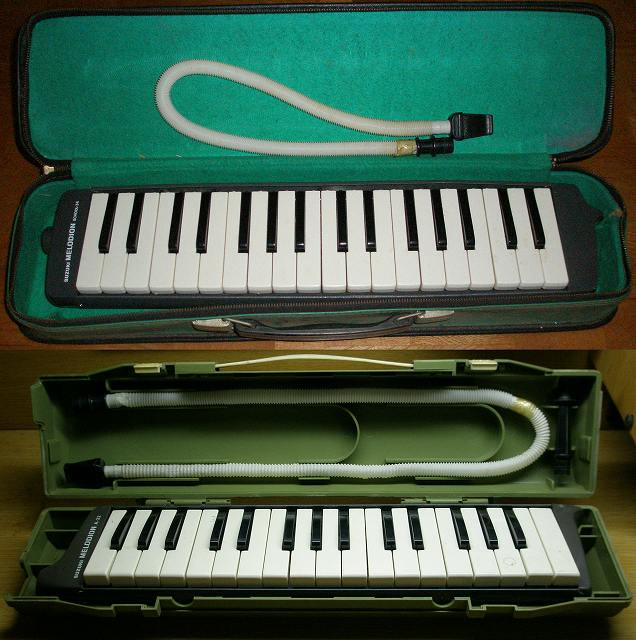
上：スクール34（レザーケース）、下：A-32（初代、プラスチックケース）

PRO-37
1999〜2000年、初代“プロミュージシャン向け”モデル
M-37
1978〜1999年、PROシリーズ追加されるまでの最高級モデルで、メロディオンを中学・高校でも使うようになった。
M-36
初代＝1963〜1974年、2代目＝1975〜1985年。現在のメロディオンの基本型となったモデル
M-36B
1985〜98年、M-36のケースをプラスチックケースにしたもの
M-36C
1998年、M-36Bの後継。
スーパー34
1961〜72年。世界の鍵盤ハーモニカ第一号の34鍵モデル。
A-34（スクール34）
1972〜92年。アルトg〜e3。スーパー34より高音域にシフトした34鍵モデル。
A-34C
1992〜2016年。アルトg〜e3。A-34のリニューアル版。本体カラーがブルーと白のツートーンとなった
M-32
1982〜91年。A-32のリニューアル版。ブルーのプラスチックケース（中空２重ブロー成型）で、本体カラーはブルーと白のツートーン
MX-32
1988〜95年。
MX-32C / MX-32CP
アルトf〜c3。M-32Cと比べプラスチック部分が多く軽量。
C（パステルグリーン、1995〜2015年）、CP（パステルピンク、2008〜2015年）
MA-32 (スーパーII)
1986〜2010年。アルトf〜c3。リードカートリッジ交換方式。
F-32B / F-32P
アルトf〜c3。B（ブルー）、P（ピンク）
A-32
初代＝1967〜73年。本体カラーは黒に近いグレーで、ケースのカラーは年代によって異なっていた
A-32
2代目＝1976〜81年。イエロー（初期はベージュ）のプラスチックケースで、本体カラーはイエローと白のツートーン
S-32
1973年〜。A-32のソプラノ仕様
A-27
初代＝1963〜75年。このモデルも本体のデザイン、ケースのカラーは年代によって異なる。ソプラノ仕様はS-27。
M-25
初代＝1966〜68年。ジャバラ式（ホース）の唄口を採用した。
A-25（スタディ25）
初代＝1968〜72年。楽譜立て一体型プラスチックケースを初めて採用したモデル。A-25B、A-25Cとマイナーチェンジされた。
スタディⅡ-25
1978〜91年。園児の小さな手に合わせて開発され、世界中に普及したモデル。
S-25
初代＝1965〜87年。ソプラノ仕様で、演奏中楽譜が見やすいよう、唄口を湾曲させた。S-25B、S-25Cとマイナーチェンジされた。
OHP-25
1974〜94年。教室で教師が児童にメロディオンの指導をする時、OHPに乗せて使い、運指や演奏の手本を教えるために用いられた。鍵盤が透明で、指がスクリーンに投影されるようになっている。
B-24
1972年〜。バス音域のメロディオン。
ANDES-25
1985年〜。世界初の吹奏鍵盤笛で、2010年に復刻した。
SMW-1000
1989〜2000年。MIDIメロディオンアンサンブルシステム（鍵盤ハーモニカ型のMIDIコントローラー）。教育用電子オルガンSO900専用MIDIメロディオンで、MIDI OUT端子は無く専用ケーブルで接続する。36鍵。息によるコントロールで演奏表現をする。